# Sportfördergruppe der Bundeswehr Frankenberg
In der Sportfördergruppe der Bundeswehr Frankenberg (SpFördGrpBw Frankenberg) sind derzeit (05/2016) 60 Spitzensportler organisiert. In der Wettiner Kaserne werden die Sportler durch das Regiepersonal bei der Organisation von Training, Wettkämpfen und Lehrgängen unterstützt. Ziel ist es, Spitzensportlern die nötigen Rahmenbedingungen für ihre berufliche und sportliche Laufbahn zu bieten. Die Sportfördergruppe ist Teil der Spitzensportförderung der Bundeswehr. Zu den in der Sportfördergruppe organisierten Spitzensportlern gehören unter anderem die Zehnkämpfer Rico Freimuth und Michael Schrader, die Kugelstoßerin Christina Schwanitz, der  Nordisch Kombinierte Eric Frenzel und der Skispringer Richard Freitag.

## Struktur und Aufgaben
Unter Leitung des drei Dienstposten umfassenden Regiepersonals werden in der Sportfördergruppe der Bundeswehr in Frankenberg alle notwendigen Maßnahmen gemäß den Vorgaben des Kommandos Streitkräftebasis (KdoSKB) koordiniert, um die Rahmenbedingungen zum Erreichen sportlicher Höchstleistungen zu schaffen und gleichzeitig die militärische Ausbildung zu sichern. Die Sportfördergruppe arbeitet eng mit dem Olympiastützpunkt Chemnitz/Dresden und mit seinen Leistungszentren und Stützpunkten in Altenberg, Oberwiesenthal, Klingenthal, Dresden und Chemnitz sowie dem Olympiastützpunkt Leipzig zusammen. Diese Zusammenarbeit ist die Voraussetzung für sportliche Erfolge. Sechzig Sportsoldatinnen und Sportsoldaten versehen derzeit ihren Dienst in Frankenberg. Neben den klassischen Wintersportarten wie Skilanglauf, Biathlon, Nordische Kombination, Skisprung, Eiskunst- und Eisschnelllauf, Short-Track und Rennrodeln sind auch die Sommersportarten Wasserspringen und Leichtathletik mit den Disziplinen Zehnkampf, 110 m Hürdensprint, Dreisprung, Kugelstoßen und Hammerwurf vertreten.

## Spitzensportler
Zu den derzeit geförderten Spitzensportlern gehören unter anderem:
| Sportart              | Name                                   |
| Nordische Kombination | Oberfeldwebel Eric Frenzel             |
| Skisprung             | Stabsgefreiter Richard Freitag         |
| Rennrodeln            | Stabsunteroffizier Ralf Palik          |
| Rennrodeln            | Unteroffizier Julia Taubitz            |
| Wasserspringen        | Stabsunteroffizier Martin Wolfram      |
| Wasserspringen        | Stabsunteroffizier Stephan Feck        |
| Wasserspringen        | Gefreite Tina Punzel                   |
| Kugelstoßen           | Stabsunteroffizier Christina Schwanitz |
| Zehnkampf             | Stabsgefreiter Rico Freimuth           |
| Eisschnelllauf        | Hauptfeldwebel Nico Ihle               |
| Eisschnelllauf        | Denny Ihle                             |
| Eisschnelllauf        | Stabsunteroffizier Alexej Baumgärtner  |
| Biathlon              | Oberfeldwebel Denise Herrmann          |
| Bob                   | Oberfeldwebel Candy Bauer              |

## Geschichte
Die Sportfördergruppe der Bundeswehr in Frankenberg wurde im Oktober 1993 in Dienst gestellt. Sie ist eine von 15 Sportfördergruppen bundesweit. Truppendienstlich dem Landeskommando Sachsen unterstellt und fachdienstlich durch das Kommando Streitkräftebasis geführt, ist sie räumlich in der Wettiner Kaserne in Frankenberg/Sachsen untergebracht.
Ehemalige Spitzensportler wie zum Beispiel Michael Ballack, Ingo Steuer und Mandy Wötzel, Sylke Otto, Claudia Nystad, Anke Wischnewski oder Torsten Wustlich versahen ebenfalls ihren Dienst bei der Sportfördergruppe der Bundeswehr in Frankenberg. Zur Erfolgsbilanz gehören unter anderem 28 Medaillen bei Olympischen Spielen, 109 Medaillen bei Weltmeisterschaften und 109 Medaillen bei Europameisterschaften. Damit zählt die Sportfördergruppe der Bundeswehr Frankenberg zu den erfolgreichsten in Deutschland.